# DTM-Saison 2008
Die DTM-Saison 2008 war die 22. Saison der DTM und die 9. seit der Neugründung der Serie im Jahr 2000. Der erste Lauf fand am 13. April 2008 auf dem Hockenheimring und das Saisonfinale fand am 26. Oktober ebenfalls auf dem Hockenheimring statt.
Insgesamt wurden 11 Rennen in Deutschland, Italien, in den Niederlanden, Großbritannien, Spanien und in Frankreich gefahren.
Gesamtsieger wurde Timo Scheider im Audi A4 DTM mit 75 Punkten.

## Starterfeld
Folgende Fahrer sind in der Saison gestartet:
| Nr. | Fahrer            | Team                            | Fahrzeug                   | Rennwochenende | Bild              |
| --- | ----------------- | ------------------------------- | -------------------------- | -------------- | ----------------- |
| 1   | Mattias Ekström   | Audi Sport Team Abt Sportsline  | Audi A4 DTM 2008           | alle           |                   |
| 2   | Martin Tomczyk    | Audi Sport Team Abt Sportsline  | Audi A4 DTM 2008           | alle           | Martin Tomczyk    |
| 3   | Bruno Spengler    | Mercedes-Benz Bank AMG-Mercedes | AMG-Mercedes C-Klasse 2008 | alle           | Bruno Spengler    |
| 4   | Paul di Resta     | Mercedes-Benz Bank AMG-Mercedes | AMG-Mercedes C-Klasse 2008 | alle           | Paul di Resta     |
| 5   | Jamie Green       | Salzgitter AMG-Mercedes         | AMG-Mercedes C-Klasse 2008 | alle           |                   |
| 6   | Bernd Schneider   | Original-Teile AMG-Mercedes     | AMG-Mercedes C-Klasse 2008 | alle           | Bernd Schneider   |
| 7   | Gary Paffett      | Stern AMG-Mercedes              | AMG-Mercedes C-Klasse 2007 | alle           | Gary Paffett      |
| 8   | Mathias Lauda     | Pixum AMG-Mercedes              | AMG-Mercedes C-Klasse 2007 | alle           | Mathias Lauda     |
| 9   | Tom Kristensen    | Audi Sport Team Abt             | Audi A4 DTM 2008           | alle           | Tom Kristensen    |
| 10  | Timo Scheider     | Audi Sport Team Abt             | Audi A4 DTM 2008           | alle           |                   |
| 11  | Ralf Schumacher   | Trilux AMG-Mercedes             | AMG-Mercedes C-Klasse 2007 | alle           | Ralf Schumacher   |
| 12  | Maro Engel        | Junge Sterne AMG-Mercedes       | AMG-Mercedes C-Klasse 2007 | alle           |                   |
| 14  | Alexandre Prémat  | Audi Sport Team Phoenix         | Audi A4 DTM 2007           | alle           | Alexandre Prémat  |
| 15  | Oliver Jarvis     | Audi Sport Team Phoenix         | Audi A4 DTM 2007           | alle           |                   |
| 16  | Susie Stoddart    | TV-Spielfilm AMG-Mercedes       | AMG-Mercedes C-Klasse 2007 | alle           |                   |
| 18  | Mike Rockenfeller | Audi Sport Team Rosberg         | Audi A4 DTM 2007           | alle           |                   |
| 19  | Markus Winkelhock | Audi Sport Team Rosberg         | Audi A4 DTM 2007           | alle           | Markus Winkelhock |
| 20  | Katherine Legge   | Futurecom TME                   | Audi A4 DTM 2006           | alle           |                   |
| 21  | Christijan Albers | Futurecom TME                   | Audi A4 DTM 2006           | alle           | Christijan Albers |

## Rennkalender und Ergebnisse
| Runde | Rennstrecke    | Datum         | Distanz    | Pole-Position   | Schnellste Runde | Sieger          | Fahrzeug                   |
| ----- | -------------- | ------------- | ---------- | --------------- | ---------------- | --------------- | -------------------------- |
| 1     | Hockenheimring | 13. April     | 169,239 km | Timo Scheider   | Paul di Resta    | Mattias Ekström | Audi A4 DTM 2008           |
| 2     | Oschersleben   | 20. April     | 162,624 km | Timo Scheider   | Timo Scheider    | Timo Scheider   | Audi A4 DTM 2008           |
| 3     | Mugello        | 4. Mai        | 173,085 km | Timo Scheider   | Jamie Green      | Jamie Green     | AMG-Mercedes C-Klasse 2008 |
| 4     | Lausitzring    | 18. Mai       | 180,856 km | Paul di Resta   | Paul di Resta    | Paul di Resta   | AMG-Mercedes C-Klasse 2008 |
| 5     | Norisring      | 29. Juni      | 170,200 km | Bruno Spengler  | Bruno Spengler   | Jamie Green     | AMG-Mercedes C-Klasse 2008 |
| 6     | Zandvoort      | 13. Juli      | 163,666 km | Mattias Ekström | Tom Kristensen   | Mattias Ekström | Audi A4 DTM 2008           |
| 7     | Nürburgring    | 27. Juli      | 156,047 km | Tom Kristensen  | Martin Tomczyk   | Bernd Schneider | AMG-Mercedes C-Klasse 2008 |
| 8     | Brands Hatch   | 31. August    | 158,178 km | Timo Scheider   | Timo Scheider    | Timo Scheider   | Audi A4 DTM 2008           |
| 9     | Barcelona      | 21. September | 172,666 km | Bernd Schneider | Tom Kristensen   | Paul di Resta   | AMG-Mercedes C-Klasse 2008 |
| 10    | Le Mans        | 5. Oktober    | 179,955 km | Tom Kristensen  | Paul di Resta    | Mattias Ekström | Audi A4 DTM 2008           |
| 11    | Hockenheimring | 26. Oktober   | 169,238 km | Mattias Ekström | Paul di Resta    | Timo Scheider   | Audi A4 DTM 2008           |

## Saison-Verlauf

### Besondere Ereignisse – Nürburgring
Das Qualifikationstraining wurde wegen starken Regens nach einem Unfall von Mike Rockenfeller in Q2 zunächst unterbrochen, dann abgebrochen. Q3 wurde nicht gestartet. Gemäß Reglement wurden die Zeiten aus Q1 für die Startaufstellung gewertet.
Im Rennen selbst kam es zu einem Fehler der Audi-Führung: Da für das Rennen Regen angesagt war, bereifte Audi nahezu alle Fahrer außer Christijan Albers, Katherine Legge und Oliver Jarvis mit Regenreifen. Doch der vorhergesagte Regen blieb aus. Timo Scheider, Mattias Ekström und Markus Winkelhock kamen bereits nach der Einführungsrunde an die Box, die anderen Fahrer folgten nach der ersten Rennrunde. Durch den zusätzlichen Boxenstopp, der nicht als Pflicht-Boxenstopp gewertet werden konnte, fielen die Audi im Feld zurück, sodass Mercedes-Benz zeitweise das Feld mit sieben Wagen anführte. Bedingt durch diese Fehlentscheidung Audis gewann Bernd Schneider sein erstes Saisonrennen vor den Teamkollegen Paul di Resta und Jamie Green. Bester Audi-Pilot wurde Timo Scheider auf Platz 5.

## Meisterschaftsergebnisse

### Punktesystem
Punkte wurden an die ersten 8 klassifizierten Fahrer in folgender Anzahl vergeben:
| Platz  | 1. | 2. | 3. | 4. | 5. | 6. | 7. | 8. |
| Punkte | 10 | 8  | 6  | 5  | 4  | 3  | 2  | 1  |

### Fahrerwertung
Insgesamt kamen 15 Fahrer in die Punktewertung.
| Platz | Fahrer            | HOC1 | OSC | MUG | LAU | NOR | ZAN | NÜR | BRH | CAT | BUG | HOC2 | Punkte |
| ----- | ----------------- | ---- | --- | --- | --- | --- | --- | --- | --- | --- | --- | ---- | ------ |
| 1     | Timo Scheider     | 2    | 1   | 10  | 2   | 3   | 2   | 5   | 1   | 2   | 6   | 1    | 75     |
| 2     | Paul di Resta     | 13   | 4   | 2   | 1   | 5   | 7   | 2   | 2   | 1   | 2   | 2    | 71     |
| 3     | Mattias Ekström   | 1    | 8   | 6   | 3   | 4   | 1   | 6   | 3   | DSQ | 1   | 7    | 56     |
| 4     | Jamie Green       | 6    | 5   | 1   | 5   | 1   | 6   | 3   | 4   | 8   | 10  | 3    | 52     |
| 5     | Bruno Spengler    | 4    | 3   | 9   | 6   | 2   | 5   | 7   | 6   | DNF | 7   | 4    | 38     |
| 6     | Bernd Schneider   | 8    | 12  | 4   | 7   | 6   | 9   | 1   | 9   | 3   | 5   | 6    | 34     |
| 7     | Martin Tomczyk    | 5    | 2   | 17  | 4   | DNF | 4   | DNF | 5   | 4   | DNF | 8    | 32     |
| 8     | Tom Kristensen    | 3    | 19* | 3   | 16  | 7   | 3   | DNF | 7   | 12  | 8   | 5    | 27     |
| 9     | Gary Paffett      | 7    | 11  | 12  | 10  | DSQ | 11  | 4   | 8   | DSQ | 4   | 11   | 13     |
| 10    | Alexandre Prémat  | 11   | 9   | 8   | DSQ | 14  | DNF | 14  | 10  | 6   | 3   | 13   | 10     |
| 11    | Mike Rockenfeller | 10   | 7   | 14  | 9   | 13  | 10  | 15  | 13  | 5   | 9   | 9    | 6      |
| 12    | Markus Winkelhock | 12   | 6   | 7   | DNF | 11  | 8   | 9   | 11  | 11  | 11  | DNF  | 6      |
| 13    | Oliver Jarvis     | 9    | 15  | 5   | 8   | 12  | 17* | 13  | 12  | 9   | DNF | 10   | 5      |
| 14    | Ralf Schumacher   | 14   | 10  | DNF | 13  | 16* | 12  | 8   | 15  | 7   | DNF | 14   | 3      |
| 15    | Mathias Lauda     | 15   | 13  | 16  | 12  | 8   | 13  | 10  | 16  | DNF | 15  | DNF  | 1      |
| 16    | Christijan Albers | DNF  | 16  | 13  | 14  | DNF | DNF | 11  | 14  | 10  | 13  | DNF  | 0      |
| 16    | Maro Engel        | 17   | 18* | 11  | 11  | 9   | 14  | DNF | 17  | 13  | 14  | 12   | 0      |
| 16    | Katherine Legge   | 18   | 17  | 18  | 15  | 15  | 16* | DNF | 18  | DNF | 16  | NC   | 0      |
| 16    | Susie Stoddart    | 16   | 14  | 15  | 17* | 10  | 15  | 12  | 19  | DNF | 12  | DNF  | 0      |
| Platz | Fahrer            | HOC1 | OSC | MUG | LAU | NOR | ZAN | NÜR | BRH | CAT | BUG | HOC2 | Punkte |

| Legende  | Legende            | Legende                                                          |
| Farbe    | Abkürzung          | Bedeutung                                                        |
| -------- | ------------------ | ---------------------------------------------------------------- |
| Gold     | –                  | Sieg                                                             |
| Silber   | –                  | 2. Platz                                                         |
| Bronze   | –                  | 3. Platz                                                         |
| Grün     | –                  | Platzierung in den Punkten                                       |
| Blau     | –                  | Klassifiziert außerhalb der Punkteränge                          |
| Violett  | DNF                | Rennen nicht beendet (did not finish)                            |
| Violett  | NC                 | nicht klassifiziert (not classified)                             |
| Rot      | DNQ                | nicht qualifiziert (did not qualify)                             |
| Rot      | DNPQ               | in Vorqualifikation gescheitert (did not pre-qualify)            |
| Schwarz  | DSQ                | disqualifiziert (disqualified)                                   |
| Weiß     | DNS                | nicht am Start (did not start)                                   |
| Weiß     | WD                 | zurückgezogen (withdrawn)                                        |
| Hellblau | PO                 | nur am Training teilgenommen (practiced only)                    |
| Hellblau | TD                 | Freitags-Testfahrer (test driver)                                |
| ohne     | DNP                | nicht am Training teilgenommen (did not practice)                |
| ohne     | INJ                | verletzt oder krank (injured)                                    |
| ohne     | EX                 | ausgeschlossen (excluded)                                        |
| ohne     | DNA                | nicht erschienen (did not arrive)                                |
| ohne     | C                  | Rennen abgesagt (cancelled)                                      |
| ohne     | keine WM-Teilnahme |                                                                  |
| sonstige | P/fett             | Pole-Position                                                    |
| sonstige | 1/2/3/4/5/6/7/8    | Punktplatzierung im Sprint-/Qualifikationsrennen                 |
| sonstige | SR/kursiv          | Schnellste Rennrunde                                             |
| sonstige | *                  | nicht im Ziel, aufgrund der zurückgelegten Distanz aber gewertet |
| sonstige | ()                 | Streichresultate                                                 |
| sonstige | unterstrichen      | Führender in der Gesamtwertung                                   |

### Teamwertung
| Platz | Team                                   | HOC1 | OSC | MUG | LAU | NOR | ZAN | NÜR | BRH | CAT | BUG | HOC2 | Punkte |
| ----- | -------------------------------------- | ---- | --- | --- | --- | --- | --- | --- | --- | --- | --- | ---- | ------ |
| 1     | Mercedes-Benz Bank AMG-Mercedes        | 5    | 11  | 8   | 13  | 12  | 6   | 10  | 11  | 10  | 10  | 13   | 109    |
| 2     | Audi Sport Team Abt                    | 14   | 10  | 6   | 8   | 8   | 14  | 4   | 12  | 8   | 4   | 14   | 102    |
| 3     | Audi Sport Team Abt Sportsline         | 14   | 9   | 3   | 11  | 5   | 15  | 3   | 10  | 5   | 10  | 3    | 88     |
| 4     | Salzgitter/Original-Teile AMG-Mercedes | 4    | 4   | 15  | 6   | 13  | 3   | 16  | 5   | 7   | 4   | 9    | 86     |
| 5     | Audi Sport Team Phoenix                | 0    | 0   | 5   | 1   | 0   | 0   | 0   | 0   | 3   | 6   | 0    | 15     |
| 6     | Stern/Pixum AMG-Mercedes               | 2    | 0   | 0   | 0   | 1   | 0   | 5   | 1   | 0   | 5   | 0    | 14     |
| 7     | Audi Sport Team Rosberg                | 0    | 5   | 2   | 0   | 0   | 1   | 0   | 0   | 4   | 0   | 0    | 12     |
| 8     | Trilux/Junge Sterne AMG-Mercedes       | 0    | 0   | 0   | 0   | 0   | 0   | 1   | 0   | 2   | 0   | 0    | 3      |
| 9     | TV-Spielfilm AMG-Mercedes              | 0    | 0   | 0   | 0   | 0   | 0   | 0   | 0   | 0   | 0   | 0    | 0      |
| 10    | Futurecom TME                          | 0    | 0   | 0   | 0   | 0   | 0   | 0   | 0   | 0   | 0   | 0    | 0      |